# Калиновка (Скадовский район)
Калиновка (укр. Калинівка) — село в Лазурненской поселковой общине Скадовского района Херсонской области Украины.
Население по переписи 2001 года составляло 257 человек. Почтовый индекс — 75664. Телефонный код — 5539. Код КОАТУУ — 6522384202.

## Местный совет
75664, Херсонская обл., Голопристанский р-н, с. Новософиевка, ул. Ленина